# Zhurivský rajón
Zhurivský rajón (ukrajinsky Згурівський район) byl rajón v Kyjevské oblasti na Ukrajině. Hlavním městem byla Zhurivka a rajón měl přibližně 16 tisíc obyvatel. 

## Sídla v rajónu
- Zhurivka